# John Cassavetes
John Nicholas Cassavetes (Nueva York, 9 de diciembre de 1929-Los Ángeles, 3 de febrero de 1989), conocido como John Cassavetes, fue un actor, guionista y director estadounidense, considerado un pionero del cine independiente y uno de los máximos representantes del cine independiente estadounidense. Comenzó como actor de cine y televisión antes de dirigir, producir y distribuir sus películas y en varias ocasiones utilizando su propio dinero. Su particular y luego muy imitado método de trabajo ha sido analizado en decenas de publicaciones y hasta por profesionales de la industria cinematográfica. 
Después de estudiar en la Academia Estadounidense de Artes Dramáticas, Cassavetes comenzó su carrera en televisión actuando en numerosas series, como ser su personaje principal en el drama de detectives privados Johnny Staccato (1959-1960). Luego actuó en películas notables como Donde la ciudad termina de Martin Ritt (1957), la película de terror Rosemary's Baby de Roman Polanski (1968) y el drama criminal La traición de Mikey de Elaine May (1976). Obtuvo una nominación al Premio Oscar al Mejor Actor de Reparto por su actuación en la película de guerra Doce del patíbulo de Robert Aldrich (1967).
Con su esposa y musa Gena Rowlands, pero también con intérpretes y amigos como Ben Gazzara, Seymour Cassel y Peter Falk, había conformado un clan para filmar películas y montar decenas de obras de teatro. Muchas de sus películas fueron filmadas y editadas en su propia casa y en la de Rowlands en Los Ángeles. Él y Rowlands tuvieron un hijo llamado Nick Cassavetes y dos hijas llamadas Alexandra y Zoe, quienes los siguieron en la actuación y el cine.
Cassavetes obtuvo el León de Oro en el Festival de Cine de Venecia por Gloria (1980) y recibió una nominación en los Premios Oscar, en la categoría de Mejor Director por el filme Una mujer bajo la influencia (1974).

## Biografía

### Inicios

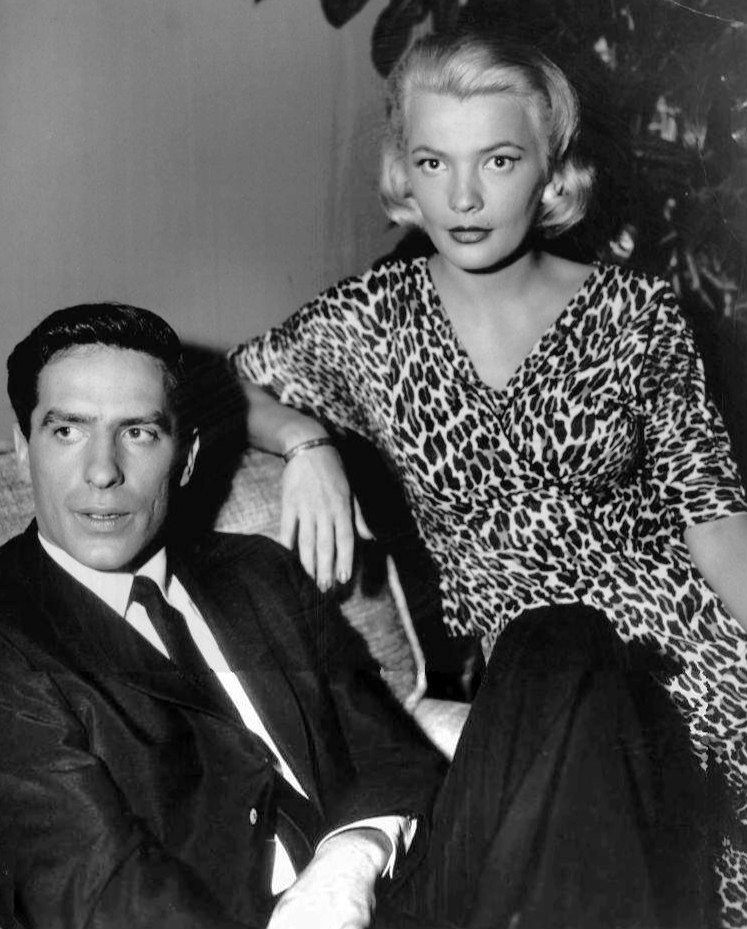
Cassavetes junto a Gena Rowlands en la serie de televisión Johnny Staccato en 1959.

John Cassavetes nació en Nueva York en el seno de una familia de origen griego; su padre, natural del Pireo, emigró a los Estados Unidos cuando tenía once años. Pasó una infancia feliz y frecuentaba cuartos oscuros en su juventud en compañía de su hermano. Desinteresado por la educación superior, empujado por sus compañeros de clase, se matriculó en estudios de teatro en la Academia Estadounidense de Artes Dramáticas a principios de la década de 1950. Esta escuela, considerada prestigiosa, estaba muy impregnada de los métodos de moda del Actors Studio. La actuación de Cassavetes, así como su dirección posterior, están influenciados por las enseñanzas de Lee Strasberg, en particular el cultivo de una relación estrecha entre el actor y su personaje. Tras finalizar sus estudios, salió de gira durante dos años y trabajó un tiempo en Broadway. Conoció a una joven actriz, Gena Rowlands, después de una actuación, y se casó con ella en 1954. La pareja tuvo tres hijos: Nick, Alexandra y Zoe; los tres seguirían carreras cinematográficas.
El actor abandonó rápidamente los escenarios para pasar a la pantalla chica. Sus primeras apariciones fueron principalmente en papeles secundarios en series. Participó en dramas televisivos incluidos los populares programas The Philco television Playhouse, The Goodyear Television Playhouse y Kraft Television Theatre, que son transmisiones (a veces en vivo) de obras de teatro. En ese momento, la televisión estadounidense ya era un medio de comunicación de masas. Las cadenas se comprometen a elaborar programas de producción propia que les permitan ascender al nivel del teatro y el cine, y adquirir así sus cartas de nobleza. Estos programas contribuyeron a lo que se ha llamado "La Edad de Oro de la Televisión" en los Estados Unidos y algunos los consideran programas de antología en la historia de la radiodifusión estadounidense. Allí también se formaron varios actores que luego se hicieron famosos, como Eli Wallach, Grace Kelly y James Dean. Estas producciones profesionalmente exigentes marcaron el comienzo de la carrera de John Cassavetes. El trabajo que realizó allí contribuyó a la maduración de sus dotes actorales. Su colaboración con la televisión, los vínculos que allí establece son más profundos y constantes que en el teatro al que sólo regresó en los años 1980.
Descubierto durante una de sus actuaciones televisivas, Cassavetes consiguió un primer papel cinematográfico en 1956 en Face au crime de Don Siegel y luego en El hombre que mató al miedo de Martin Ritt junto a Sidney Poitier. Fue en esta ocasión cuando se familiarizó con la dirección cinematográfica. Las dos películas también le dieron cierta notoriedad que le permitió posteriormente obtener compromisos que muchas veces le sacaron de sus problemas económicos. El mismo año, con un amigo, Bert Lane, montó un taller de enseñanza de teatro en Nueva York: el Variety Arts Studio. Los cursos se dirigen inicialmente a semiprofesionales y luego están abiertos a todo el mundo. Favorecen la improvisación y el trabajo en grupo. Pronto Cassavetes sintió la necesidad de impulsar más su experiencia artística. Aprovechando su experiencia cinematográfica como actor y el trabajo realizado en su docencia, decidió pasar a la dirección: abandonó la dirección del taller de teatro para dedicarse al rodaje de Shadows.

### Consagración internacional

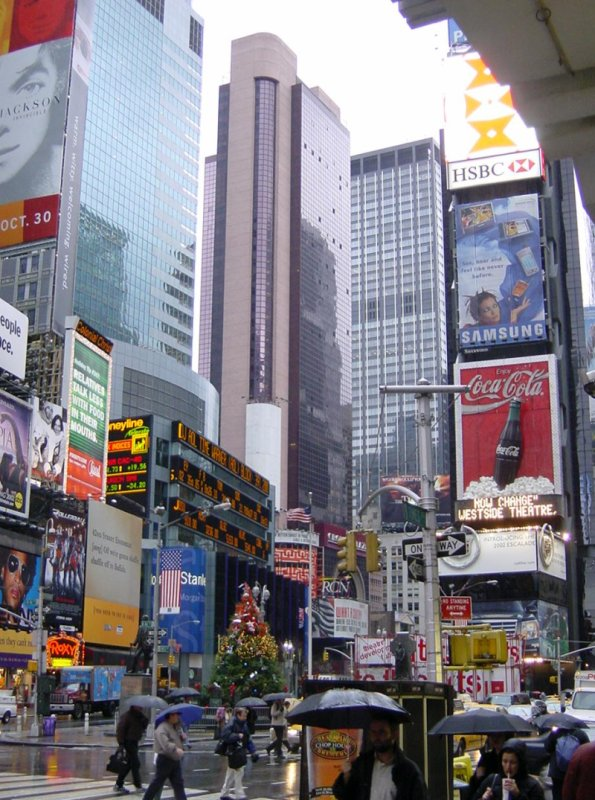
Times Square de Nueva York (dic. 2001), escenario de la escena final de Shadows. Para el director nacido allí, la metrópoli y sus calles constituyen una atmósfera propia de la película. Allí regresará para filmar Noche de estreno y Gloria.

Cassavetes comenzó su carrera como cineasta en 1958 con un golpe maestro. El filme Shadows, conocida como Sombras en Latinoamérica, le dio al director fama internacional, especialmente en Europa. Shadows y, más tarde, Connection de Shirley Clarke, se inscriben en esta época en la que algunas obras de bajo presupuesto, rodadas en escenarios naturales, con actores desconocidos, parecen de repente registrarse al margen de un cine americano saturado de producciones pesadas y muy ambiciosas. Esta nueva ola neoyorquina está causando revuelo en el cine nacional. Hablamos entonces del surgimiento de una “nueva escuela neoyorquina” o de un “cinema vérité”.
La película nace de la espontaneidad y la improvisación. Una tarde de 1958, Cassavetes fue invitado a un programa de radio y lanzó una campaña de recaudación de fondos para financiar una película cuya idea le surgió en una sesión de improvisación que tuvo lugar esa misma tarde en su escuela de teatro. La historia de Shadows es la de un pequeño grupo de jóvenes negros y mestizos que enfrentan discriminación racial. Los personajes buscan escapar de la división social impuesta por el color de su piel. Al principio, el director sólo tiene en mente una trama vaga. Trabaja durante dos semanas con sus actores para desarrollar personajes y, al hacerlo, una historia que se construirá a lo largo del rodaje que dura cuatro meses. El impulso inicial se convierte en un estado de ánimo, la espontaneidad es el principio rector de la película. Los actores improvisan, al igual que el jazzista Charles Mingus, que creó la banda sonora original. Cassavetes cree que los actores en el cine están restringidos por marcas en el suelo que garantizan que estén en el encuadre y estén correctamente iluminados. Para hacer aún más libre la actuación de los actores, eliminó las marcas y pidió a la cámara que los siguiera en sus movimientos. El director tampoco duda en integrar en el equipo técnico a personas que no tienen la más mínima experiencia cinematográfica. Al Ruban, que más tarde sería director de varias de sus películas, no tenía trabajo en aquel momento. Seymour Cassel, futuro protagonista de varias películas de Cassavetes, hace las veces de personal de mantenimiento, se hace cargo del fotograma y será bombardeado por la distribuidora. Cassavetes cuenta sobre todo con la emulación y el compromiso de todos en el trabajo creativo.
Trabajo colectivo, actores libres de moverse, diálogos desarrollados a partir de improvisaciones, Shadows contiene ya los rasgos característicos del estilo de Cassavetes. Esta primera película también sienta las bases de los escenarios futuros del autor. Los personajes son hombres o mujeres de la clase media estadounidense que llevan una vida normal y, de hecho, el racismo común denunciado por la película no pronuncia su nombre. Otro elemento recurrente en la obra del cineasta es la crónica sin final. Seguimos a los personajes durante un episodio de sus vidas y los dejamos sin caída dramática, sin giro, sin conclusión: Ben, uno de los tres héroes de la película, simplemente desaparece en las calles de Nueva York con la barbilla hundida en la chaqueta. Un final que contrasta con los epílogos tradicionales del cine americano.

### Inicio de la película
El filme Shadows tardó en encontrar su público. Esto se debe a que antes de ser una película, es ante todo un trabajo experimental para el director; no está prevista ninguna distribución comercial. Sin embargo, la película se proyectó a finales de 1958 en el cine Le Paris de Nueva York. A pesar de una actuación desastrosa según el cineasta, el suceso fue cubierto por la revista neoyorquina Film Culture dirigida por Jonas Mekas, crítico y director independiente que se mostró entusiasmado con la película. Sin embargo, John Cassavetes no quedó satisfecho con su trabajo. Decide retomar el montaje y se permite diez días adicionales de rodaje. Agrega secuencias y reelabora la historia. La nueva versión, que sigue siendo la única visible hasta la fecha (la primera fue prohibida por Gena Rowlands, heredera de su marido)   contribuye a endeudar aún más al joven cineasta que espera su primer hijo (Nick Cassavetes, futuro director). Por ello acepta interpretar el papel de un detective privado en una serie de televisión, Johnny Staccato. Esta producción, rodada en la pura tradición del cine negro, alcanzó a regañadientes cierta popularidad. También dirigirá él mismo cinco episodios y contribuirá a la escritura de varios de los escenarios.
Sin embargo, Shadows continúa su viaje. Gracias a Seymour Cassel, enviado en misión a Europa para vender la película, esta se proyectó primero en el National Film Theatre de Londres, luego en la Cinémathèque française, y ganó el Premio Pasinetti de la Crítica en el Festival de Cine de Venecia de 1960. Finalmente encontró un distribuidor británico, Lion International Films (también distribuidor de El tercer hombre de Carol Reed), que le permitiría ser estrenado internacionalmente.
La creciente fama del joven director interesó a Hollywood y a los grandes del cine americano, que le contrataron para dirigir una nueva película. Deja Nueva York para ir a Los Ángeles, más precisamente a Beverly Hills, donde se instala con su familia. Dirigirá dos largometrajes para los estudios: Too Late Blues, y Ángeles sin paraíso, 1963.

### El paréntesis de Hollywood

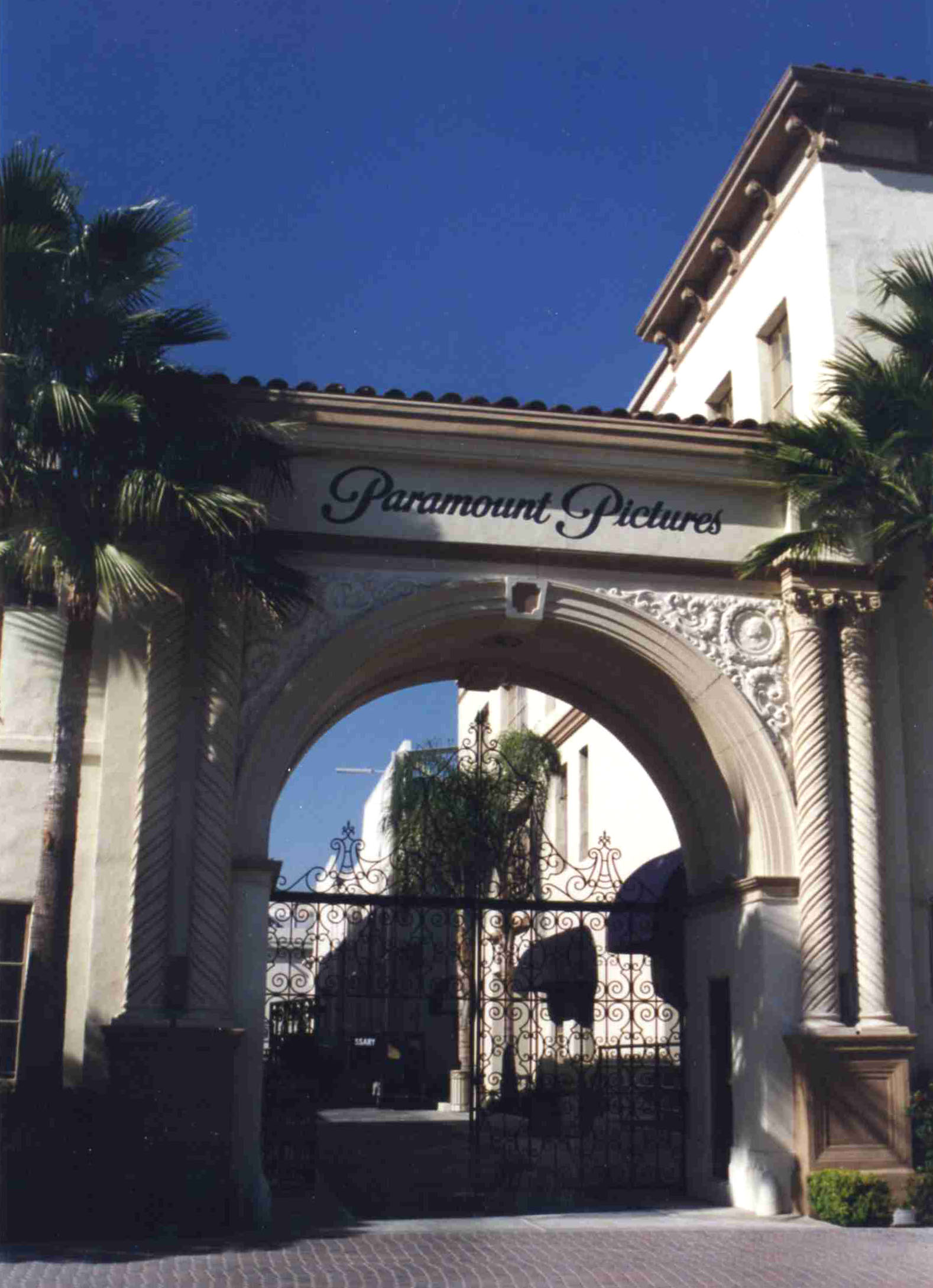
Cassavetes firmó con Paramount Pictures, una de las compañías más famosas del cine estadounidense. Lo que podría haber sido el punto culminante de su carrera, será un fracaso. El director no podrá integrarse en la industria de Hollywood.

Cassavetes firmó con Paramount, una de las compañías más famosas del cine estadounidense. Lo que podría haber sido el punto culminante de su carrera, será un fracaso. El director no podrá integrarse en la industria de Hollywood.
Concebida en un marco más profesional, Too Late Blues, producida por Paramount Pictures, no se desvía, sin embargo, de una cierta continuidad con respecto a Shadows. Retoma el tema del jazz y su interpretación (algunos de los protagonistas de Shadows ya eran músicos), así como el tema de la comunidad y el lugar del individuo dentro de ella. El guion narra la deriva de un pianista de jazz, primero líder de un conjunto, su exilio en decadencia y luego su regreso; está co-firmado por Richard Carr, autor de series de televisión y, en particular, Johnny Staccato. La puesta en escena es, sin embargo, menos realista y más sobria que la primera obra del director. No fue un éxito y Cassavetes quedó decepcionado con su colaboración con Paramount, que a su vez no estaba entusiasmada con la película. El director cree que tuvo que lidiar con la indiferente administración de Hollywood durante toda la producción.
En el verano de 1962, a través de su amigo Everett Chambers -que actuaba en Too Late Blues- , Cassavetes obtuvo la oportunidad de dirigir dos episodios de la serie The Lloyd Bridges Show  : A Pair of Boots y My Daddy Can Lick Your Daddy. El espectáculo está basado en el comediante Lloyd Bridges, entonces estrella de la pequeña pantalla. Esta fuerte personalidad no tiene nada más que demostrar: los guionistas y directores tienen total libertad a la hora de desarrollar los episodios. Entre los temas que le propusieron, optó por abordar géneros populares en Hollywood  : una película de guerra y una película de boxeo. Mi papá puede lamer a tu papá se enfrenta a un boxeador pretencioso al que su propio hijo retará a duelo. Un par de botas se desarrolla durante la Guerra Civil ; Los dos bandos, agotados por el conflicto, deciden firmar una tregua que será rota por un sureño que se compromete a robar un par de botas del bando contrario. Cassavetes está particularmente satisfecho con este episodio; también está reconocido por el Premio Peabody, un premio estadounidense que se otorga anualmente desde 1948 a programas de televisión. Producida en un ambiente favorable al director, ésta es la única experiencia positiva del cineasta dentro de la industria de Hollywood.
Aún bajo contrato con Paramount, Cassavetes y Richard Carr están preparando otro largometraje: The Iron Men. La película trata sobre un escuadrón aéreo de soldados negros durante la Segunda Guerra Mundial con Sidney Poitier en el papel principal; También se espera a Burt Lancaster. El proyecto, sin embargo, fracasó y terminó al igual que su relación con el mayor. En 1963, Stanley Kramer se acercó a él en nombre de United Artists. Este último era en aquel momento el favorito de la media de los 20. Carismático productor de El tren silbará tres veces de Fred Zinnemann y Ouragan on the Caine de Edward Dmytryk, Stanley Kramer acaba de dirigir El juicio de Núremberg (El juicio de Núremberg, 1962), por la que ganó el Globo de Oro al mejor director. El elenco de esta súper producción incluía una gran cantidad de celebridades, entre ellas Burt Lancaster y Judy Garland. Los dos actores vuelven para Kramer, esta vez productor, en Un niño está esperando, cuya dirección confía a Cassavetes.
A Child Waits aborda el tema del autismo. Cassavetes realiza viajes de búsqueda de locaciones con la guionista Abby Mann, visita institutos, conoce a niños con discapacidades mentales y padres e interactúa con especialistas. El director se toma muy en serio su trabajo. Cuando terminó el rodaje, Stanley Kramer lo expulsó del montaje y terminó la película en su lugar. La colaboración entre los dos hombres degenerará y la película, tras su estreno, será repudiada por Cassavetes. El director ha manifestado a este respecto intenciones totalmente opuestas que explican su desacuerdo con la versión final. Buscó mostrar a los niños autistas como niños normales que viven en el ostracismo debido a la forma en que los ve la sociedad; Según él, la visión de la película y de Kramer consiste, por el contrario, en considerar esta diferencia únicamente desde el punto de vista de la sociedad y de los esfuerzos que ésta invierte a través de los institutos para hacerla volver a ella 18. El incidente dejó una huella duradera en el director y no tendría palabras demasiado duras para hablar después de Stanley Kramer y la película. Esta experiencia con las grandes estrellas también será objeto de un cuadro bastante mordaz que dice mucho de la relación que entonces mantenía con Hollywood, en su obra El asesinato de un corredor de apuestas chino (1976). El actor Ben Gazzara, alter ego de John Cassavetes, interpreta a un director de cabaret de segunda categoría que, ante problemas de dinero, y para permitir que su cabaret sobreviva, acepta asesinar a un corredor de apuestas en nombre de la mafia.
Definitivamente el cineasta decidirá liberarse del sistema para realizar sus propias producciones. Firmemente decidido a no recurrir más a capitales que pudieran perjudicar su libertad creativa, Cassavetes decidió producir él mismo sus películas como lo había hecho Sombras. Serán filmados en el domicilio familiar, o el de sus padres o familiares. Los actores serán amigos, familiares o aficionados. Después de algunos compromisos como actor, recaudó suficiente dinero para hacer Faces.

### Faces

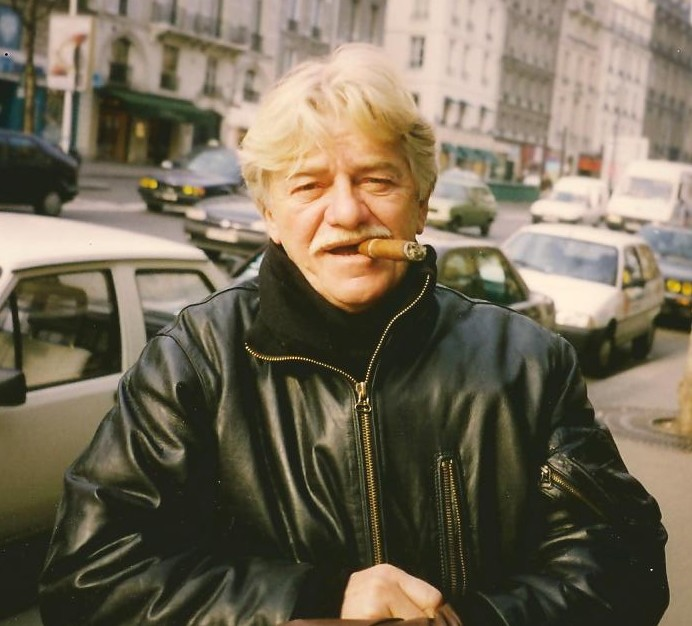
El actor Seymour Cassel en 1995. Fiel amigo de John Cassavetes desde sus primeros pasos en la dirección con Shadows, Cassel interpreta a Chet en Faces y Seymour Moskowitz en Minnie and Moskowitz. A menudo acudirá en ayuda del cineasta ayudándole a producir y distribuir sus películas.

A finales de 1964, escribe Faces primero para el teatro y luego decide transformarlo en un guion para el cine. El proyecto es ambicioso, retocado varias veces, el escenario final alcanzará las doscientas cincuenta páginas. La película sigue la deriva de una pareja de mediana edad destrozada en su relación extramatrimonial. Richard va a pasar la noche con una prostituta mientras su esposa, María, se deja atraer por un seductor en una discoteca. La intención del director es denunciar la superficialidad de las relaciones entre cónyuges, la incomunicación que reina en los hogares estadounidenses de clase media. El rodaje comenzó en 1965 tras tres semanas de preparación, sin financiación externa. El director vuelve al método artesanal de Shadows, con un plus de experiencia. Ya no se trata de improvisación; Todos los diálogos están escrupulosamente escritos. Por otro lado, Cassavetes da rienda suelta a los actores para que las interpreten como quieran, aunque eso signifique modificar ciertas líneas si es necesario. El reparto reúne a John Marley, que apareció en Un par de botas, Lynn Carlin, cuyo primer papel cinematográfico es, Gena Rowlands –que ya actuó bajo la dirección de su marido en Un niño está esperando– y Seymour Cassel. Incluso más que en Shadows, las actuaciones son el pilar de la película. Cassavetes no duda en suspender el rodaje para realizar nuevos ensayos. La duración de los planos en sí está en sintonía con los actores: el cineasta podía dejar la cámara en marcha hasta que el rollo de película hubiera llegado a su fin.
El rodaje de Faces duró seis meses y el montaje posterior duró tres años. Tiene lugar en la propia casa del matrimonio Cassavetes-Rowlands. Además del registro de 27 de las 150 horas de rodaje, existen contratiempos técnicos, en particular una banda sonora que casi tendrá que reconstruirse de principio a fin por falta de velocidad de grabación suficiente. Cassavetes realiza un primer borrador con la ayuda de pasantes jóvenes e inexpertos. Insatisfecho con esta versión, confió el trabajo a su compañero coproductor y director de fotografía, Al Ruban. La postproducción continúa mientras él asume varios roles como actor para unir la película.

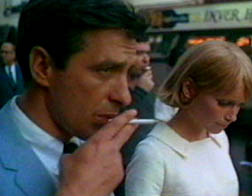
Cassavetes y Mia Farrow en Rosemary's Baby (1968) de Roman Polanski.

Actuó así bajo la dirección de Roman Polanski en Rosemary's Baby (1968), junto a Mia Farrow, película de terror que popularizaría al director. Cassavetes no deja a Polański recuerdos duraderos. El actor, según él, no sabía cómo ubicarse e interpreta a Cassavetes. Por su parte, Cassavetes considera la película como una película comercial, “una herramienta pensada por encargo”. Hay que reconocer que el hombre se encuentra en medio de la edición de Faces. Todo el tiempo que no pasa en el set de Rosemary's Baby lo dedica a trabajar en su película con Al Ruban. Interpretó con más éxito una pequeña huelga asesina, un año antes, en La docena sucia (1967) de Robert Aldrich. La película es un éxito comercial. Su interpretación fue reconocida con dos nominaciones, una a los Oscar y otra a los Globos de Oro, por este papel secundario.
Caras se completó en 1968. La película recibió un plebiscito. Fue seleccionada en el Festival de Cine de Venecia en las categorías de mejor película y mejor actor masculino; John Marley ganó este último premio. También fue seleccionada para los premios Oscar en tres categorías. El éxito no llega sin provocar la ira del gremio de actores. El poderoso sindicato no admite que el rodaje no haya recibido su visto bueno. Su presidente, Charlton Heston, llegó incluso a convocar a los actores para exigirles un recordatorio de sus aportaciones, lo que no obtuvo.

### Maridos, encuentro con Peter Falk y Ben Gazzara

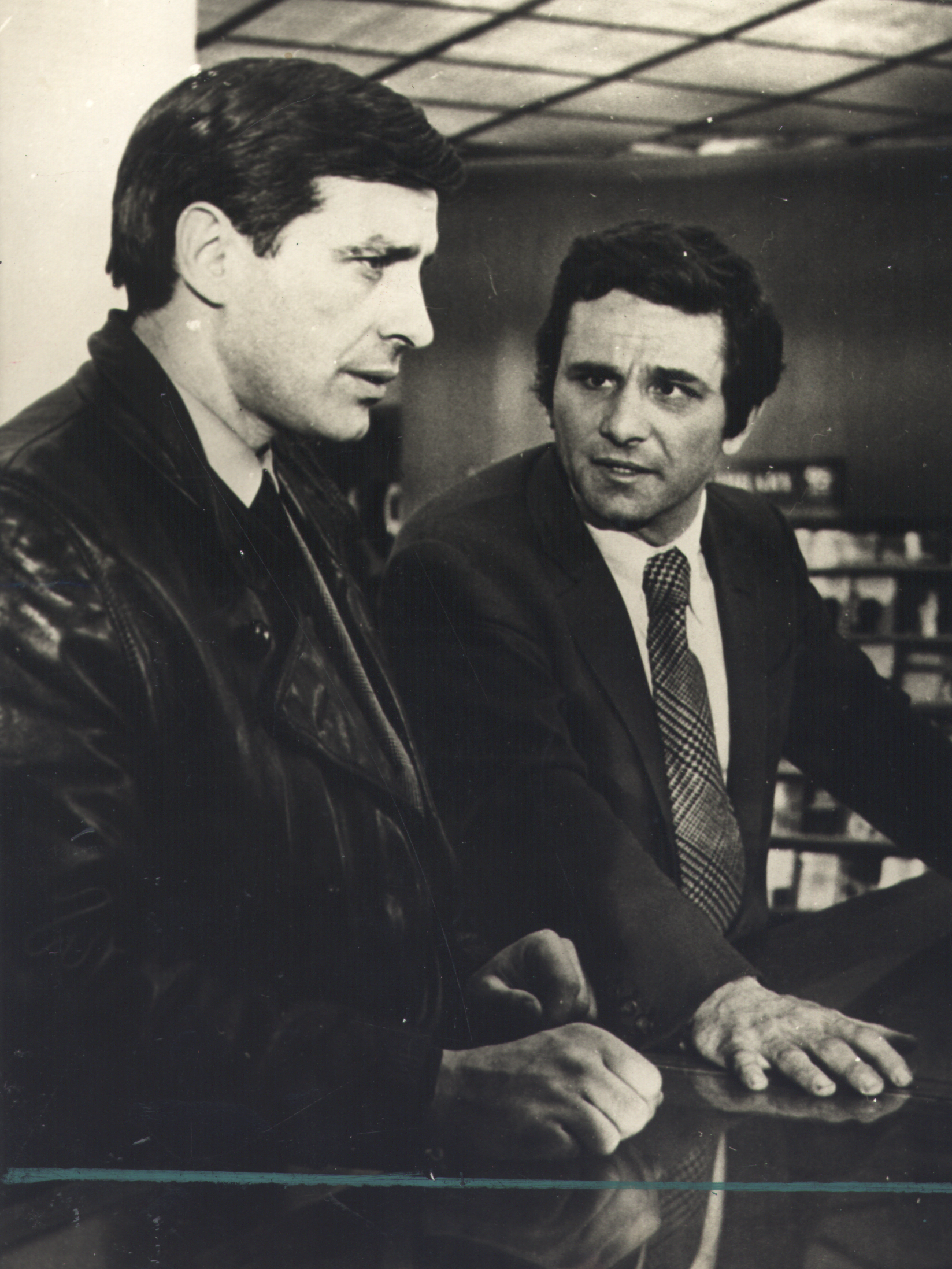
Cassavets junto a Peter Falk en 1971.

La siguiente película, Maridos, fue la primera película en color de Cassavetes. Para esta producción, el director se benefició de una importante financiación de un mecenas italiano, Bino Cirogna, un hombre de negocios que admiraba su obra 31 y al que conoció durante el rodaje de Los Intocables de Giuliano Montaldo, en Roma en 1968. Interpreta a un padrino de la mafia liberado. Desde la prisión. Compartió cartel con Peter Falk, a quien convenció al mismo tiempo para tocar en Husbands. Posteriormente se puso en contacto con Ben Gazzara, cuya carrera se cruzó con la suya varias veces. El hombre aprecia las películas de su colega y tuvo la oportunidad de compartirlas con él. Durante una cena en un restaurante de Nueva York, Cassavetes le habló de Maridos y el actor aceptó actuar en ella. El director interpreta a un tercer personaje. Los tres se encuentran en Roma, donde está filmando Ben Gazzara, y comienzan los ensayos.
El rodaje tiene lugar en Londres. Tres amigos y padres se van de escapada a la capital británica. Lejos de sus respectivos hogares, en un ambiente desenfrenado, salen de fiesta en pubs y seducen a jóvenes. La historia fluctúa a medida que avanza la producción. El director repite su guion varias veces. Su atención se centra enteramente en los actores. Dejó la técnica a Victor J. Kemper, que todavía era un novato. En cuanto al montaje, probado por su experiencia previa en Faces, lo confió a Al Ruban. Las primeras proyecciones atrajeron a Columbia, que compró los derechos de distribución de la película. El director no comparte este entusiasmo. Para gran consternación del distribuidor, se encerró durante un año para hacer una nueva versión. Si bien la primera era una comedia ligera, centrada en el personaje de Ben Gazzara, la versión definitiva pone al mismo nivel los tres papeles principales y adquiere un tono más dramático.
En 1970, Cassavetes viajó a Nueva York con Seymour Cassel, para el estreno de Maridos, donde le propuso realizar una película sobre el matrimonio. Discutido en Rostros y maridos, a través de la vida matrimonial y sus aberraciones, se trata de profundizar en las razones que llevan a un hombre y a una mujer al matrimonio en la América contemporánea. Escribió un guion para Seymour Cassel y Gena Rowlands ; Será una comedia. Los dos actores interpretarán así una historia de amor entre dos personas que planean casarse en una etapa avanzada de su vida. El elenco también incluye a la madre de Gena Rowlands, que interpreta a ella misma, así como a la de Cassavetes, que interpreta a la madre de Seymour Cassel. Universal acepta producir la película titulada Minnie y Moskowitz pero da total libertad al director. La película, rodada y editada rápidamente, se estrenó en las pantallas en 1971.

### Gena Rowlands: la nueva musa de Cassavettes

Rowlands trabajó en varias peliculas de Cassavetes e interpretó cuatro personajes memorables en; Una mujer bajo la influencia, Noche de estreno, Gloria y Love Streams.

Gena Rowlands, tras Minnie y Moskowitz, interpretará, bajo la dirección de su marido, tres de sus principales papeles cinematográficos y por los que obtuvo numerosos y prestigiosos premios. Una mujer bajo la influencia, Noche de estreno y Gloria están dedicados a sus cualidades como actriz. En 1971 se inició el rodaje de Una mujer bajo la influencia. La película se autofinanciaba y, para conseguir un presupuesto suficiente, John Cassavetes y Gena Rowlands hipotecaron su propia casa. La trama gira en torno a una pareja de clase trabajadora estadounidense. Peter Falk interpreta a un hombre sencillo que trabaja en obras de construcción, desarmado por las neurosis de su compañera interpretada por Gena Rowlands. La película está íntegramente escrita. El rodaje dura trece semanas; se desarrolla en el orden cronológico de las escenas para controlar la progresión dramática. Cassavetes no duda en utilizar largos planos secuencia para captar todo el potencial emocional de la actuación de los actores. Multiplica los planos, variando los ángulos de visión de cada uno de ellos. En el set reina una cierta tensión, el cineasta y su esposa mantienen largas y a veces tormentosas discusiones sobre el desarrollo de la película. Finaliza a finales de 1972. El cineasta que tiene la sensación de que está haciendo una película de gran formato quiere controlar su distribución. Al Ruban y Seymour Cassel le echan una mano. La tarea es ardua y desde hace dos años, una mujer bajo los efectos del alcohol permanece en los boxes.
Cassavetes abandonó la América social por un tiempo. Se puso en contacto con Ben Gazzara, que vivía en Nueva York, para El asesinato de un corredor de apuestas chino (1976), un thriller en forma de alegoría sobre la lucha permanente del director para promocionar su creación. A pesar del reconocimiento que el cineasta había obtenido por su producción anterior, la obra pasó por un horno en Estados Unidos. La distribución en Europa es más satisfactoria y permite al director cubrir sus costes lo mejor que puede. Una vez más convoca a Ben Gazzara para que actúe junto a su esposa en la noche inaugural. La película se autofinancia en gran medida tras los reveses de El asesinato de un corredor de apuestas chino ; El propio Cassavetes pidió prestado 1,5 millones de dólares para su producción. Gena Rowlands interpreta a una actriz de teatro a la que se le asigna el papel de una mujer que tiene su juventud a sus espaldas: La Segunda Mujer. Este papel pesa sobre la actriz de teatro; se da cuenta de que así es como la mirarán de ahora en adelante y se niega. El estilo de Cassavetes se vuelve más flexible. Los planos cerrados son más raros, la película da más espacio a los planos generales. También impone marcas a los actores ante la insistencia de su director de fotografía Al Ruban. La interpretación de Gena Rowlands vuelve a ser celebrada con un Oso de Plata en el Festival de Berlín. Sin embargo, la película no encontró distribución comercial y resultó ser un fracaso financiero.
El cineasta llega a desviarse de su línea de conducta hacia los estudios. Escribió, por encargo de la MGM, el guion de Gloria. Al final fue Columbia quien lo adquirió y le pidió que lo produjera. Cassavetes acepta rescatar los dos reveses sucesivos que acaba de sufrir. Por eso describe fácilmente a Gloria como un “accidente”. De hecho, la película va más allá del registro del cineasta. Todo el trabajo está planificado, lo cual no es habitual. Normalmente el escenario fluctúa, dependiendo de la evolución de la película, los planes se deciden en el último momento. También tiene un elemento de suspenso y acción. El registro íntimo se limita a la relación entre el personaje interpretado por Gena Rowlands y el niño al que trabaja para salvar de las garras de los gánsteres. Cassavetes vuelve al éxito. La obra ganó un León de Oro en el Festival de Cine de Venecia de 1980.

### Últimos proyectos
Fue poco antes del estreno de Gloria, en noviembre de 1980, que el cineasta regresa al teatro, esta vez como autor y director. Su primera obra se titula Juegos Este/Oeste. Dirige a su hijo, Nick Cassavetes, y a la actriz Sandy Martin. Nick Cassavetes es en esta obra un escritor que está escribiendo un guion para Hollywood y que debe afrontar las exigencias de los estudios.
Cassavetes dirigió luego otras tres obras que formaron una trilogía titulada Tres obras de amor y odio. Se juegan alternativamente de mayo a junio de 1981 en el California Center Theatre de Los Ángeles. El primero de ellos es Knives, la historia de un asesinato en la industria del entretenimiento. Peter Falk desempeña el papel principal. Los otros dos son del autor canadiense Ted Allan  : The Third Day Comes (con Nick Cassavetes y Gena Rowlands) y Love Streams (con Gena Rowlands]] y Jon Voight). La puesta en escena teatral de Cassavetes no parece diferir mucho de su puesta en escena cinematográfica. Adopta un enfoque similar hacia los actores.
Después de asumir un papel en Tempest de Paul Mazursky junto a Gena Rowlands y Susan Sarandon, basada en una obra de Shakespeare, Cassavetes regresó a Love Streams en 1984, que adaptó al cine. Él mismo desempeña el papel que inicialmente desempeñó Jon Voight, quien se retiró. Producida por una productora especializada en películas de acción, Cannon Company, la película se rodó en 11 semanas. Las relaciones con la producción no son muy cordiales, el productor Menahem Golan no está acostumbrado al cine de autor, pero deja el montaje final al director, que no duda en utilizarlo. Love Streams combina muchos temas de sus películas anteriores: el aislamiento emocional (Noche de estreno, Too Late Blues), la salida a la fiesta (Maridos), la quiebra conyugal (Faces).
En ese momento, la salud del director ya comenzaba a deteriorarse gravemente. Desarrolló una adicción al alcohol que le provocó cirrosis. Un hábito de convivencia cuyas resonancias también se pueden ver en sus películas, socavó a Cassavetes al final de su vida. Es una locura que haya sustituido a Andrew Bergman para dirigir Big Troubles (1985), a petición de su actor principal, Peter Falk. La comedia que realiza no es una buena experiencia; Sin embargo, será su último trabajo para el cine.
En mayo de 1987, puso en escena una obra de su propia composición, Una mujer de misterio. Inicialmente, Cassavetes planeaba hacer una película, pero bajo la presión de sus allegados que no querían verlo cansarse, se retiró para la escena. La historia se desarrolla en tres actos: una persona sin hogar (Gena Rowlands) conoce y se reencuentra con personajes necesitados de afecto y con personajes de su pasado. Sus encuentros ponen en duda su aislamiento pero, acostumbrada a la soledad, ya no puede socializar. La obra se representa durante dos semanas en el Court Theatre de West Hollywood, un pequeño local con unas sesenta butacas. Luego comenzó a escribir varios guiones, incluido Beguin the Beguine para Ben Gazzara, una secuela de Gloria y revisó el guion de She's So Lovely para Sean Penn, que finalmente fue dirigida por su hijo, Nick Cassavetes, diez años después.
En febrero de 1989 falleció a los 59 años, a causa de cirrosis.

## Influencias
John Cassavetes nunca afirmó realmente ningún parentesco. Admira a Frank Capra porque sus películas muestran “la belleza de las personas que todavía tienen una especie de esperanza y dignidad cualquiera que sea el entorno del que provengan” pero su enfoque es fundamentalmente diferente. Capra pertenece ante todo a otra generación, la del sueño americano y del idealismo, mientras que John Cassavetes adopta una visión realista, con personajes que tienen comodidades materiales y que deben afrontar su naturaleza, el modelo de sociedad que les impone. De vez en cuando cita a Carl Theodor Dreyer (con quien tenía la ambición de hacer una película), así como al cine neorrealismo italiano. Su carrera en la televisión estadounidense en los años cincuenta tuvo cierta influencia en sus métodos de trabajo. Todas estas referencias, sin embargo, sólo tienen relaciones muy indirectas con el cine de Cassavetes.
Esto se debe a que el director está más en sintonía con la ruptura. Shadows fue concebida en Nueva York, lejos de los estudios, apoyada por un movimiento de cine independiente agrupado por Jonas Mekas que tenía la ambición de escapar de la lógica presupuestaria realizando películas sin limitaciones financieras. Posteriormente, y tras su desastrosa experiencia en Hollywood, el cineasta sólo descansará en preservar su independencia estética y financiera. Ambos se llevarán a cabo de frente. Reinyecta sus honorarios de actuación en sus producciones; si es necesario, hipoteca su casa. Pocos cineastas han demostrado tanta determinación en su enfoque creativo. La mayoría de los directores reconocidos por su libertad de espíritu (Arthur Penn, Robert Aldrich, Martin Scorsese ...), una vez entrados en el sistema de Hollywood, no lo abandonarán.
La obra de John Cassavetes no fue verdaderamente conocida por el público hasta más tarde, probablemente debido a la laboriosa distribución de sus películas durante su vida. Sin embargo, en general, la crítica coincide en reconocer el talento del cineasta desde sus primeros pasos en la dirección 68. La singularidad de su enfoque no deja de provocar controversia. Se le ha criticado, en particular, por repetir el manido tema de la infelicidad 69, que para otros denota más bien el apego casi obsesivo del director por representar la enfermedad física o moral de sus personajes y el comportamiento que de ella se deriva.
En cualquier caso, John Cassavetes deja su huella en la historia del cine americano. Su independencia, en particular, evidente en sus primeras películas, Sombras y rostros, será percibida en Estados Unidos como una formidable apertura para la generación de cineastas que le seguirá. Martin Scorsese, por ejemplo, le pidió personalmente que le guiara en sus primeros pasos en el cine.
Algunos directores también probarán su estilo a modo de homenaje. Pedro Almodóvar, en particular, se inspira abiertamente en Noche de estreno en Todo sobre mi madre (1999). La sombra de Cassavetes se cierne también sobre Maridos y esposas (1992) de Woody Allen. De manera más profunda, las obras de Maurice Pialat no son ajenas a las de John Cassavetes. Los dos directores comparten el gusto por la independencia pero también una dirección actoral centrada en el rendimiento físico del intérprete. Finalmente, Jean-François Stévenin, por su parte, reivindica abiertamente su continuidad.

## Estilo cinematográfico de Cassavettes

### Improvisación
Suele malinterpretarse el papel de la improvisación en las películas de Cassavetes. Sus filmes –con excepción de la primera versión de Shadows – tenían un sólido guion. Sin embargo Cassavetes permitía a sus actores llevar sus propias interpretaciones de los personajes a la escena. La escena en general estaba escrita, pero la actuación obviamente no. Cassavetes también era receptivo a la hora de tomar una nueva dirección, si el actor así se lo sugería.

### Expresión corporal
"Hay en Cassavetes, más que en cualquier cineasta moderno, una literalidad absoluta del cuerpo como modo de figuración y sobre todo como presencia existencial." En sus películas el cuerpo juega un papel predominante en términos de expresión. Lo que el personaje no puede decir suele expresarse mediante el movimiento del actor. Una mujer bajo la influencia es una película que se basa en gran medida en los gestos histéricos de su personaje Mabel, interpretado por Gena Rowlands. Tanto el rechazo del otro, de sus palabras (Mabel contra la familia de Nick, interpretada por Peter Falk) como la búsqueda del amor, incluso demasiado amor, el éxtasis (Mabel organiza una fiesta con los niños que degenera por su desbordante entusiasmo emocional), la El cuerpo de la actriz pasa por un sinfín de posturas y gestos que expresan, más allá del diálogo, la angustia, la alegría o el deseo de su personaje.
El cuerpo es también un modo de comunicación. El contacto corporal es común. Los personajes se besan, abrazan, pelean. A menudo situados en situaciones extremas 62, los personajes se ven obligados a dialogar con sus cuerpos. En una larga secuencia de Faces, Chet (Seymour Cassel) se esfuerza por resucitar a María (Lynn Carlin ), que acaba de intentar suicidarse con barbitúricos, cargándola, tomándola en brazos y haciéndola bailar. En Love Streams, Robert (John Cassavetes) se enorgullece de visitar a su exmujer y ver a su hijo, es golpeado por el nuevo marido y, tirado en la acera, su hijo viene a abrazarlo. El contacto es buscado, incluso provocado, por los protagonistas. Su ausencia es aún más intolerable. A la escena de la reanimación de Faces le sigue el regreso del marido de María (John Marley ), la ausencia de todo contacto entre los dos cónyuges contrasta amargamente con el rescate de Chet.

### Espontaneidad
John Cassavetes busca constantemente la espontaneidad: “Todo en una película debe encontrar su inspiración en el momento. El cineasta anima a los técnicos a tomar iniciativa y demostrar autonomía, del mismo modo que a los actores».
El plan de trabajo no está preestablecido. Se hace de forma espontánea, día a día, según las escenas a rodar. La libertad de movimiento de los actores implica tomar ciertas medidas técnicas. Las secuencias están rodadas con varias cámaras equipadas con distancias focales largas, para poder seguir lo mejor posible a los actores. La cámara se lleva la mayor parte del tiempo para acompañarlos mejor. El director exige máxima disponibilidad a los técnicos. Se les puede pedir en cualquier momento que enciendan la cámara aunque los actores estén ensayando una secuencia y no sepan que están siendo filmados. De este modo, el rodaje puede comenzar en una escena actual y detenerse sólo cuando termina la película. Es también esta fluidez propia de su forma de trabajar la que impidió a John Cassavetes adaptarse a los imperativos financieros y administrativos de los estudios y provocó una ruptura con la industria cinematográfica estadounidense.

## Filmografía

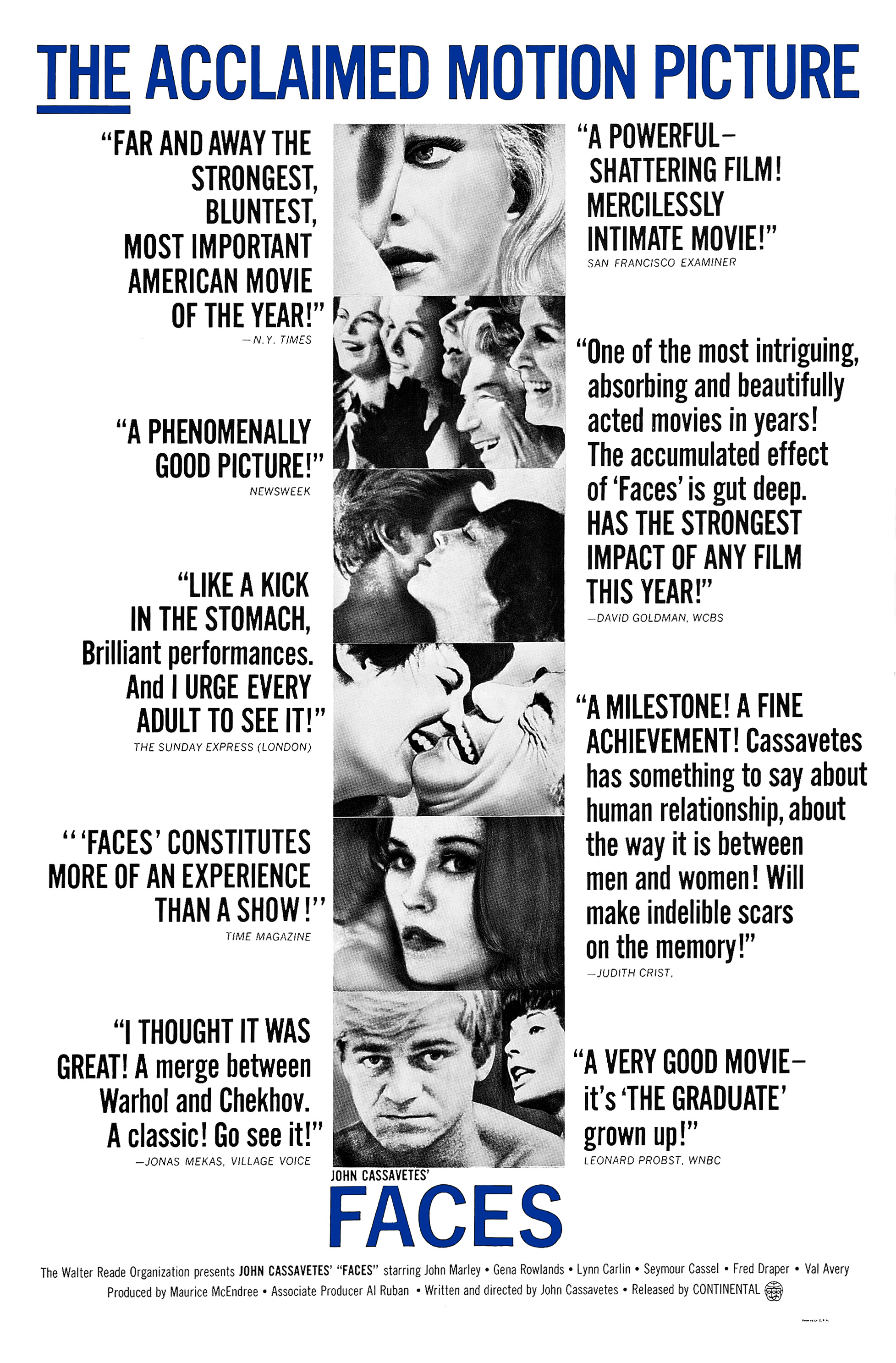
Faces (1968)
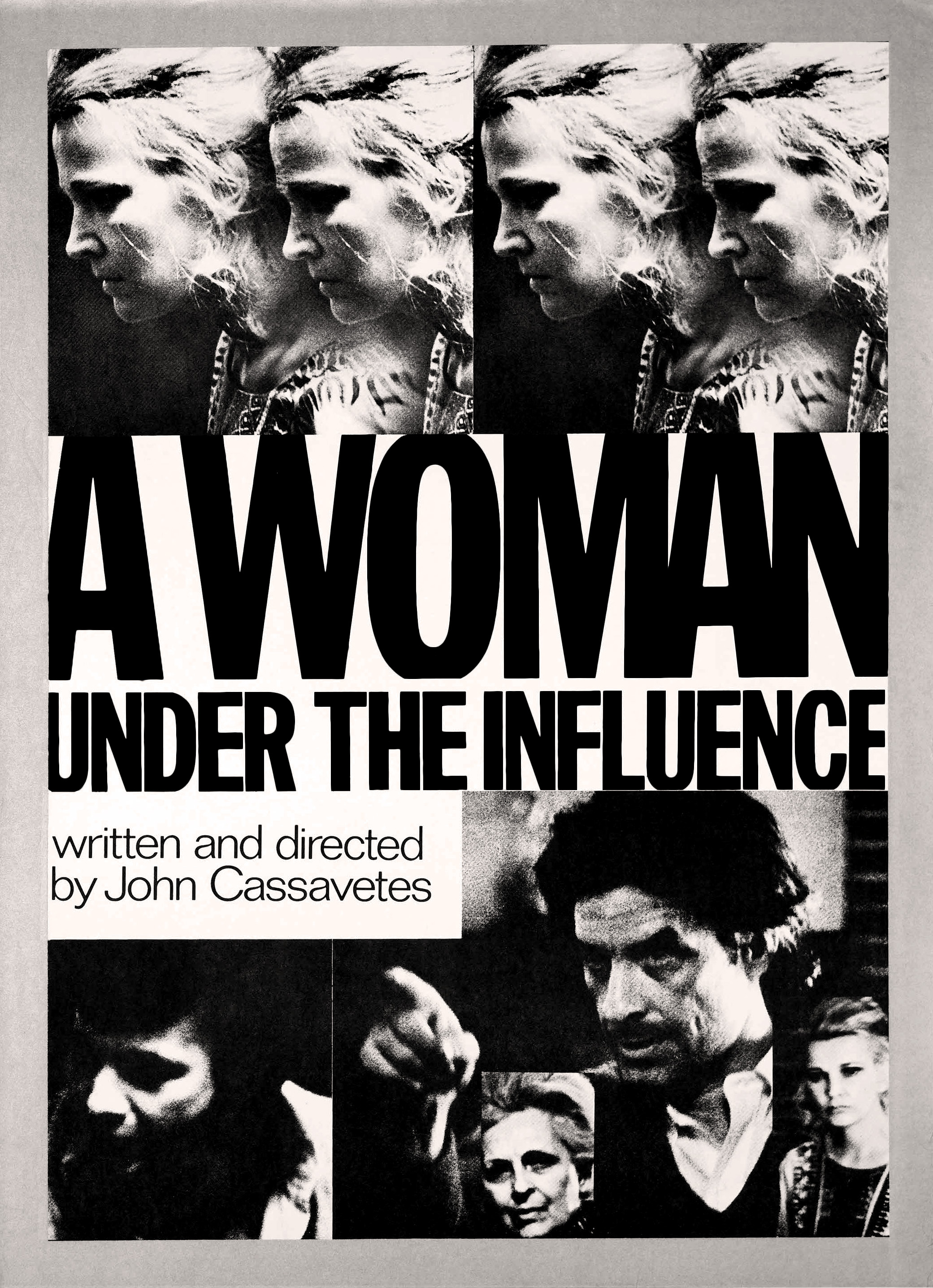
Una mujer bajo la influencia (1974)
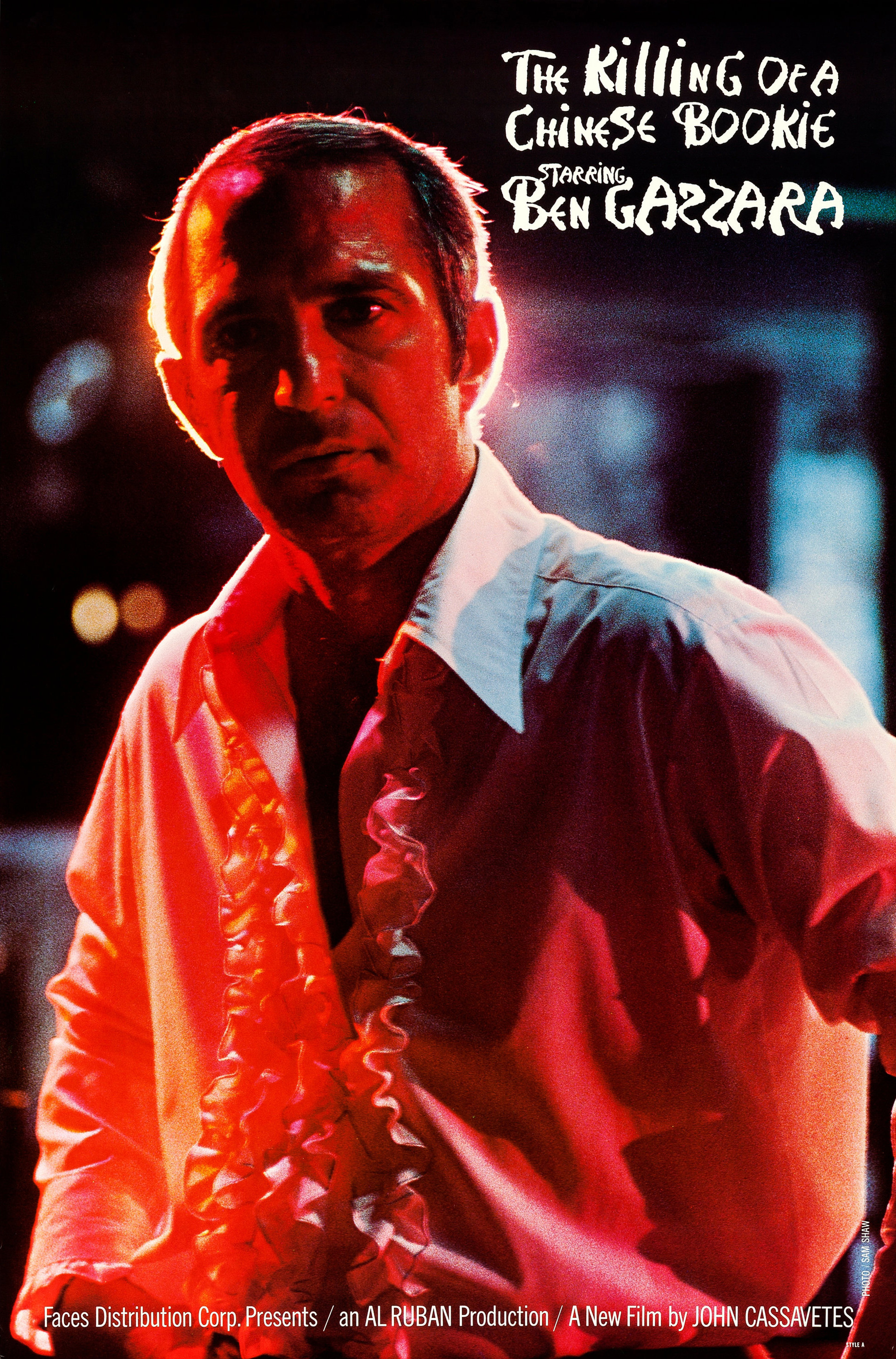
El asesinato de un corredor de apuestas chino (1976)
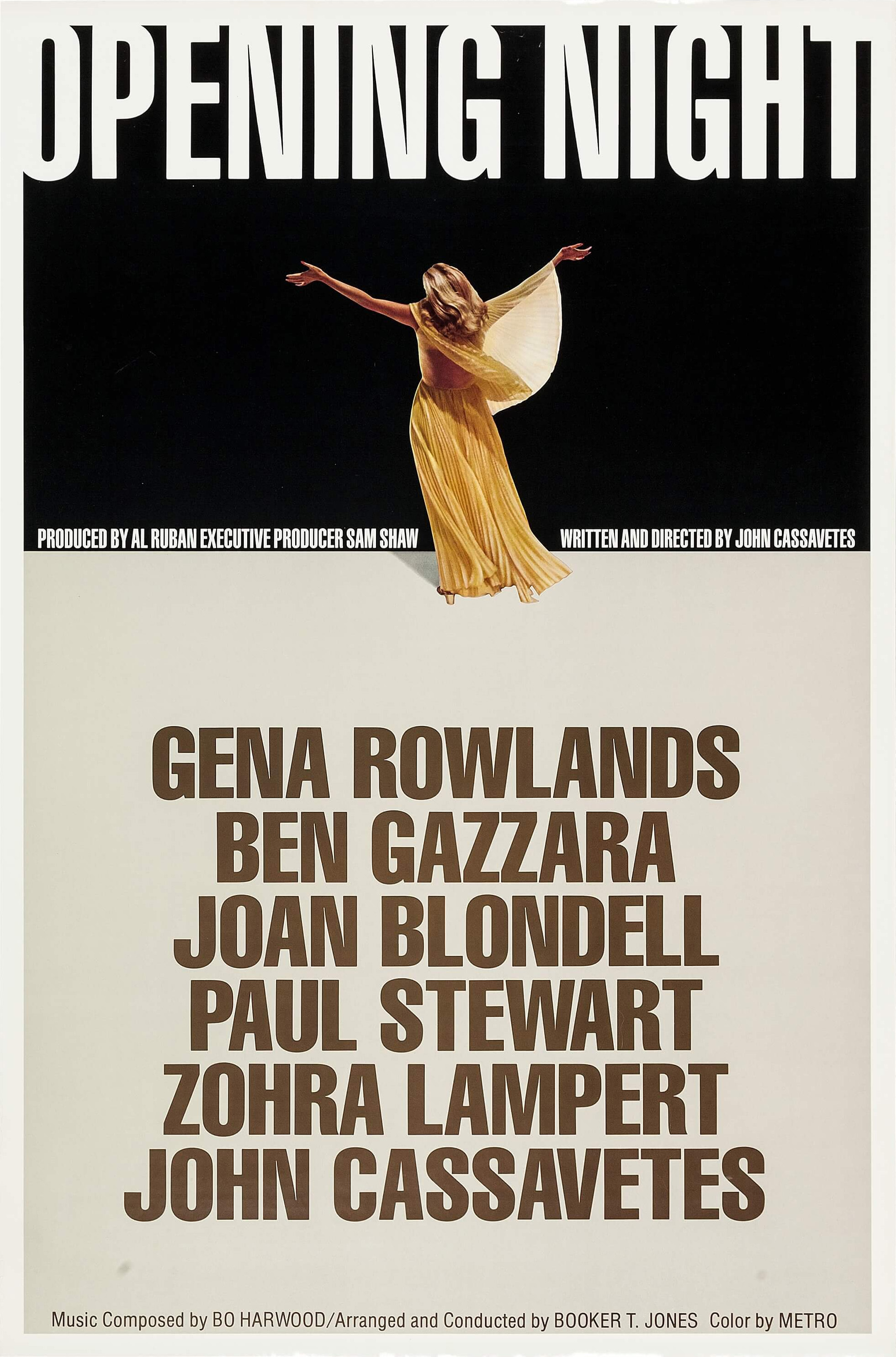
Noche de estreno (1977)

### Como Director
| Año  | Película                                      | Director | Guionista | Productor     | Distribuidor             | Notas                                                 |
| ---- | --------------------------------------------- | -------- | --------- | ------------- | ------------------------ | ----------------------------------------------------- |
| 1959 | Shadows                                       | Sí       | Sí        | No            | British Lion Films       | Coescrito con Robert Alan Aurthur                     |
| 1961 | La canción del olvido                         | Sí       | Sí        | Sí            | Paramount Pictures       | Co-written with Richard Carr                          |
| 1963 | Ángeles sin paraíso                           | Sí       | No        | No            | United Artist            |                                                       |
| 1968 | Faces                                         | Sí       | Sí        | No acreditado | Continental Distributing | También encargado del montaje (no acreditado)         |
| 1970 | Maridos                                       | Sí       | Sí        | Sí            | Columbia Pictures        | También actor y encargado del montaje (no acreditado) |
| 1971 | Así habla el amor                             | Sí       | Sí        | No            | Universal Pictures       | También actor (no acreditado)                         |
| 1974 | Una mujer bajo la influencia                  | Sí       | Sí        | No            | Faces Distribution       |                                                       |
| 1976 | El asesinato de un corredor de apuestas chino | Sí       | Sí        | No            | Faces Distribution       |                                                       |
| 1977 | Noche de estreno                              | Sí       | Sí        | No            | Faces Distribution       | También actor                                         |
| 1980 | Gloria                                        | Sí       | Sí        | No            | Columbia Pictures        |                                                       |
| 1984 | Love Streams                                  | Sí       | Sí        | No            | The Cannon Group Inc.    | Coescrito con Ted Allan, también actor                |
| 1986 | Un hombre en apuros                           | Sí       | No        | No            | Columbia Pictures        |                                                       |

### Como actor de cine
| Año  | Título                                | Rol                               | Notas                 |
| ---- | ------------------------------------- | --------------------------------- | --------------------- |
| 1951 | Fourteen Hours                        |                                   | No acreditado         |
| 1953 | Taxi                                  |                                   | No acreditado         |
| 1955 | The Night Holds Terror                | Robert Batsford                   |                       |
| 1956 | Crime in the Streets                  | Frankie Dane                      |                       |
| 1957 | Donde la ciudad termina               | Axel Nordmann                     |                       |
| 1957 | Affair in Havana                      | Nick                              |                       |
| 1958 | Saddle the Wind                       | Tony Sinclair                     |                       |
| 1958 | Dos en un paraíso                     | Evan                              | US: Our Virgin Island |
| 1959 | Shadows                               |                                   | No acreditado         |
| 1961 | La canción del olvido                 | Narrador                          | No acreditado         |
| 1962 | The Webster Boy                       | Vance Miller                      |                       |
| 1963 | Ángeles sin paraíso                   | Adulto con discapacidad mental    | No acreditado         |
| 1964 | Código del hampa                      | Johnny North                      |                       |
| 1967 | Devil's Angels                        | Cody                              |                       |
| 1967 | The Dirty Dozen                       | Victor Franko                     |                       |
| 1968 | El bebé de Rosemary                   | Guy Woodhouse                     |                       |
| 1968 | Rome Like Chicago (Bandits in Rome)   | Mario Corda                       |                       |
| 1969 | Las Vegas 1970                        | Hank McCain                       |                       |
| 1969 | If It's Tuesday, This Must Be Belgium | Steve                             |                       |
| 1970 | Maridos                               | Gus Demetri                       |                       |
| 1971 | Minnie and Moskowitz                  | Jim                               | No acreditado         |
| 1975 | Capone                                | Frankie Yale                      |                       |
| 1976 | Two-Minute Warning                    | Sgt. Button                       |                       |
| 1976 | La traición de Mikey                  | Nicky Godalin                     |                       |
| 1977 | Tan solo héroes                       | Doctor                            | No acreditado         |
| 1977 | Noche de estreno                      | Director Maurice Aarons           |                       |
| 1978 | The Fury                              | Ben Childress                     |                       |
| 1978 | Brass Target                          | Maj. Joe De Lucca                 |                       |
| 1981 | Whose Life Is It Anyway?              | Dr. Michael Emerson               |                       |
| 1982 | El íncubo                             | Sam Cordell                       |                       |
| 1982 | Tempest                               | Phillip Dimitrius                 |                       |
| 1982 | The Haircut                           | Ejecutivo de la industria musical | Cortometraje          |
| 1983 | Marvin & Tige                         | Marvin Stewart                    |                       |
| 1984 | Love Streams                          | Robert Harmon                     |                       |
| 1984 | Fräulein Berlin                       | El mismo                          |                       |

### Como actor de televisión
| Año       | Título                                                      | Rol                                | Notas                                                   |
| --------- | ----------------------------------------------------------- | ---------------------------------- | ------------------------------------------------------- |
| 1953      | You Are There                                               |                                    | Episodio: "The Death of Socrates (399 B.C.)"            |
| 1954      | Robert Montgomery Presents                                  |                                    | Episodio: "Diary"                                       |
| 1954–1955 | Danger                                                      | Various                            | 3 episodios                                             |
| 1955      | Kraft Television Theatre                                    |                                    | Episodio: "Judge Contain's Hotel"                       |
| 1955      | The Elgin Hour                                              | Private Tommy Fitch / Frankie Dane | 2 episodios                                             |
| 1955      | Armstrong Circle Theatre                                    | Arthur / Clay Cochran              | 3 episodios                                             |
| 1955      | Pond's Theater                                              |                                    | Episodio: "Coquette"                                    |
| 1955      | Goodyear Television Playhouse                               | Paul Davis                         | Episodio: "The Expendable House"                        |
| 1956      | The United States Steel Hour                                | Johnny                             | Episodio: "Bring Me a Dream"                            |
| 1956      | Alfred Hitchcock Presents                                   | Sam Cobbett                        | Temporada 1 Episodio 16: "You Got to Have Luck"         |
| 1956      | Appointment with Adventure                                  |                                    | Episodio: "All Through the Night"                       |
| 1956      | The 20th Century Fox Hour                                   | Max Markheim                       | Episodio: "The Last Patriarch"                          |
| 1956      | Climax!                                                     | Abel Wintery / McCloud             | 2 episodios                                             |
| 1957      | O. Henry Playhouse                                          |                                    | Episodio: "Two Renegades"                               |
| 1957      | Playhouse 90                                                | Dexter Green                       | Episodio: "Winter Dreams"                               |
| 1958      | Westinghouse Studio One                                     | Private Paul Greco                 | Episodio: "Kurishiki Incident"                          |
| 1958      | Alcoa Theatre                                               | Tony Benedetti                     | Episodio: "The First Star"                              |
| 1958      | Pursuit                                                     | Sam Caldwell                       | Episodio: "Calculated Risk"                             |
| 1959      | General Electric Theater                                    | Johnny                             | Episodio: "Train for Tecumseh"                          |
| 1959      | Lux Video Theatre                                           | Christo Sierra                     | Episodio: "The Dreamer"                                 |
| 1959      | Decoy                                                       | Carl Walton                        | Episodio: "Across the World"                            |
| 1959–1960 | Johnny Staccato                                             | Johnny Staccato / El asesino       | 27 episodios                                            |
| 1961      | Rawhide                                                     | Cal Fletcher                       | T3:E19, "Incident Near Gloomy River"                    |
| 1962      | The Lloyd Bridges Show                                      | Castigo                            | Episodio: "El Medico"                                   |
| 1962      | Dr. Kildare                                                 | Makin Saund                        | Episodio: "The Visitors"                                |
| 1963      | Channing                                                    | Lloyd Sullivan                     | Episodio: "Message from the Tin Room"                   |
| 1963      | Breaking Point                                              | Evan Price                         | Episodio: "There Are the Hip, and There Are the Square" |
| 1964      | The Alfred Hitchcock Hour                                   | Lee Griffin                        | Temporada 2 Episodio 19: "Murder Case"                  |
| 1964      | The Alfred Hitchcock Hour                                   | Rusty Connors                      | Temporada 3 Episodio 3: "Water's Edge"                  |
| 1964–1965 | Burke's Law                                                 | Alfred Algeron / Various           | 4 episodios                                             |
| 1965      | Profiles in Courage                                         | Parsons                            | Episodio: "John Peter Altgeld"                          |
| 1965      | Kraft Suspense Theatre                                      | Peter Chandler                     | Episodio: "Won't It Ever Be Morning?"                   |
| 1965      | Combat!                                                     | Kalb                               | Episodio: "S.I.W."                                      |
| 1965      | The Legend of Jesse James                                   | Blackie Dolan                      | Episodio: "The Quest"                                   |
| 1965      | Voyage to the Bottom of the Sea                             | Everett Lang                       | Episodio: "The Peacemaker"                              |
| 1965–1967 | Bob Hope Presents the Chrysler Theatre                      | Various                            | 3 episodios                                             |
| 1966      | The Virginian                                               | Jonah MacIntosh                    | Episodio: "Long Ride to Wind River"                     |
| 1966      | The Long, Hot Summer                                        | Tim Demming                        | Episodio: "The Intruders"                               |
| 1968      | Off to See the Wizard                                       | General Karonos                    | Episodio: "Alexander the Great"                         |
| 1972      | Columbo                                                     | Alex Benedict                      | Episodio: "Étude in Black"                              |
| 1973      | Nightside                                                   | Carmine Kelly                      | Película para televisión                                |
| 1979      | Flesh and Blood                                             | Gus Caputo                         | Película para televisión                                |
| 1985      | King Kongs Faust                                            | Berlin Film Fest Footage           | No acreditado                                           |
| 1989      | I'm Almost Not Crazy: John Cassavetes, the Man and His Work | El mismo                           | Filmada en 1984                                         |

## Premios
Óscar
| Año  | Categoría                        | Película                     | Resultado |
| ---- | -------------------------------- | ---------------------------- | --------- |
| 1968 | Mejor actor de reparto           | Doce del patíbulo            | Nominado  |
| 1969 | Mejor argumento y guion original | Faces                        | Nominado  |
| 1975 | Mejor director                   | Una mujer bajo la influencia | Nominado  |

Globos de Oro
| Año  | Categoría              | Película                     | Resultado |
| ---- | ---------------------- | ---------------------------- | --------- |
| 1974 | Mejor director         | Una mujer bajo la influencia | Nominado  |
| 1974 | Mejor guion            | Una mujer bajo la influencia | Nominado  |
| 1970 | Mejor guion            | Husbands                     | Nominado  |
| 1967 | Mejor actor de reparto | Doce del patíbulo            | Nominado  |

Festival Internacional de Cine de Venecia
| Año  | Categoría         | Galardonado | Resultado |
| ---- | ----------------- | ----------- | --------- |
| 1960 | Premio Pasinetti  | Sombras     | Ganador   |
| 1980 | León de Oro       | Gloria      | Ganador   |
| 1980 | Mención honorable | Gloria      | Ganador   |

Festival Internacional de Cine de San Sebastián
| Año  | Categoría                            | Película                     | Resultado |
| ---- | ------------------------------------ | ---------------------------- | --------- |
| 1975 | Concha de Plata a la mejor dirección | Una mujer bajo la influencia | Ganador   |

Festival de Cine de Mar del Plata
| Año  | Categoría      | Película            | Resultado |
| ---- | -------------- | ------------------- | --------- |
| 1963 | Mejor Película | Ángeles sin paraíso | Nominado  |

Festival de Cine de Berlín
| Año  | Categoría       | Película     | Resultado |
| ---- | --------------- | ------------ | --------- |
| 1984 | Oso de Oro      | Love Streams | Ganador   |
| 1984 | Premio FIPRESCI | Love Streams | Ganador   |